# Charles Green (astronome)
Pour les articles homonymes, voir Green et Charles Green.
Charles Green, né en décembre 1734 à Rotherham dans le Yorkshire et mort le 29 janvier 1771 à Batavia, est un astronome et pionnier anglais.

## Biographie
Charles Green est né en décembre 1734 (ou début janvier 1735 ?), baptisé le 26 décembre 1734 (calendrier julien, en vigueur en Angleterre jusqu'en 1752, soit le 6 janvier 1735 du calendrier grégorien).
Fils d'un fermier, en 1761 il devint l'assistant du Dr Bradley à l'Astronomer Royal de Greenwich. À ce titre il voyagea à la Barbade de 1763 à 1764, puis entra dans la marine et accompagna Cook sur le Endeavour pour étudier le transit de Vénus du 3 juin 1769 à Tahiti.
L'astéroïde (15969) Charlesgreen porte son nom.